# Särkijärvi (sjö i Finland, Nyland)
Särkijärvi är en sjö i Lojo stad i Finland.   Den ligger i landskapet Nyland, i den södra delen av landet, 70 km nordväst om huvudstaden Helsingfors. Särkijärvi ligger 117,5 meter över havet. Arean är 54,6 hektar och strandlinjen är 7,87 kilometer lång. Sjön  ingår i Karisåns huvudavrinningsområde.   I omgivningarna runt Särkijärvi växer i huvudsak barrskog. Den sträcker sig 1,0 kilometer i nord-sydlig riktning, och 1,6 kilometer i öst-västlig riktning.